# Huracán Nicholas
El Huracán Nicholas fue un huracán de categoría 1 lento y errático que tocó tierra en el estado norteamericano de Texas a mediados de septiembre de 2021. La decimocuarta depresión tropical, decimocuarta tormenta con nombre y el sexto huracán de la temporada de huracanes del Atlántico de 2021, se originó a partir de una onda tropical monitoreada por primera vez por el Centro Nacional de Huracanes (NHC) el 9 de septiembre, atravesando el oeste del Mar Caribe. El sistema se convirtió en una tormenta tropical el 12 de septiembre. Nicholas se intensificó gradualmente inicialmente, debido a los efectos adversos de la fuerte cizalladura del viento. Sin embargo, a última hora del 13 de septiembre, Nicholas comenzó a intensificarse a un ritmo más rápido, y a las 03:00 UTC del 14 de septiembre, Nicholas se intensificó en un huracán de categoría 1, con vientos máximos sostenidos de 120 km/h (75 mph) y una presión central mínima de 988 mbar, alcanzando en ese punto su intensidad máxima. A las 05:30 UTC del mismo día, Nicholas tocó tierra en Texas cerca de la intensidad máxima.
La tormenta trajo fuertes lluvias y marejadas ciclónicas a partes de Texas y Luisiana. Algunas de las áreas afectadas aún se estaban recuperando de los efectos del Huracán Ida, que afectó la costa del golfo de Estados Unidos unas semanas antes. El Huracán Nicholas mató a un total de cuatro personas en Estados Unidos y dejó daños de $1 mil millones de dólares.

## Historia meteorológica

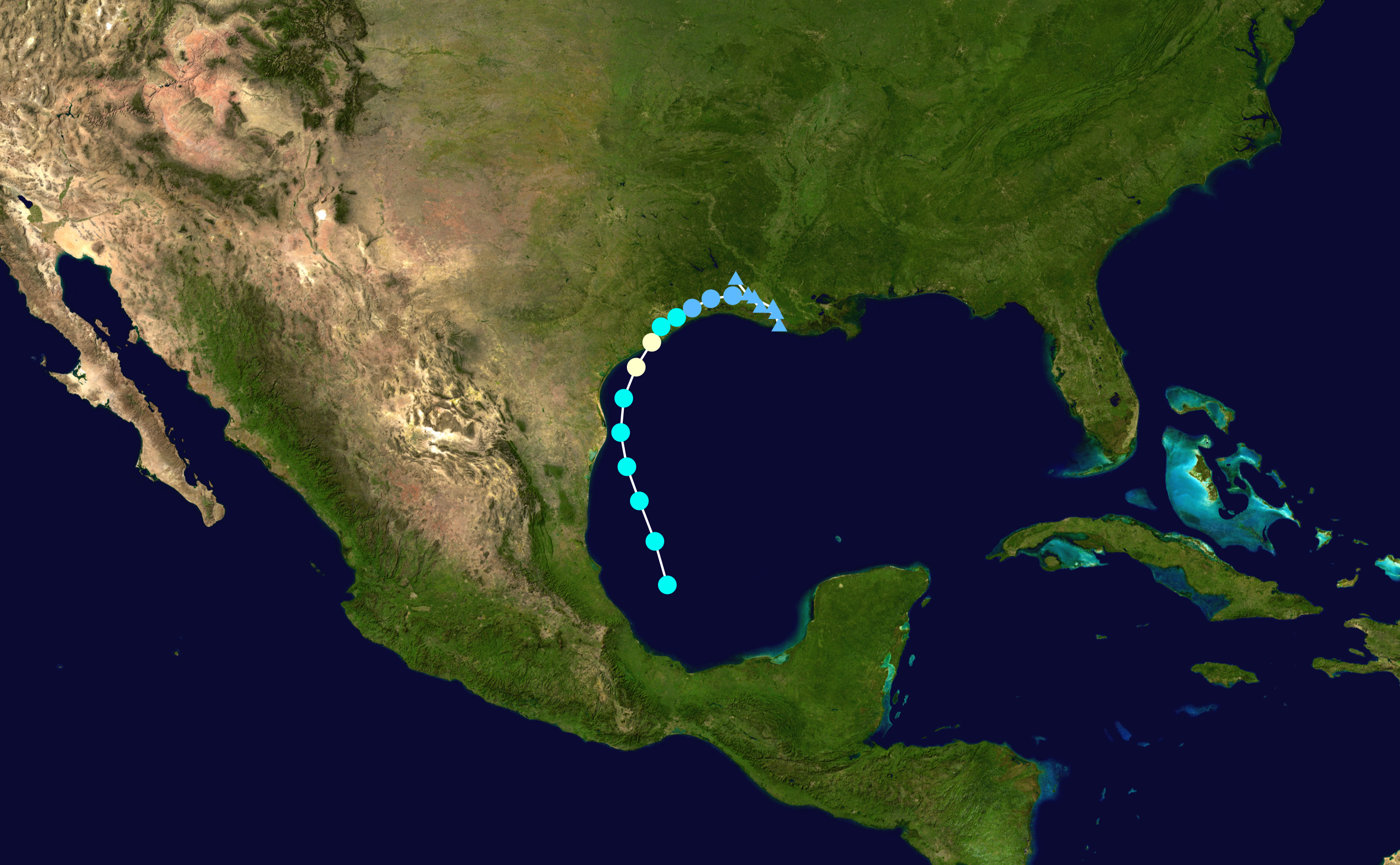
Mapa que traza la trayectoria y la intensidad de la tormenta, de acuerdo con la escala de huracanes de Saffir-Simpson

A las 06:00 UTC del 9 de septiembre, el Centro Nacional de Huracanes (NHC, por sus siglas en inglés) comenzó a monitorear la parte norte de una onda tropical sobre el Mar Caribe occidental en busca de desarrollo potencial a medida que avanzaba por el norte de Centroamérica y la Península de Yucatán hacia la Bahía de Campeche. Al día siguiente, la ola estaba interactuando con una vaguada en la superficie sobre el sur del Golfo de México, produciendo lluvias y tormentas eléctricas generalizadas pero desorganizadas en toda la región. Las lluvias y tormentas eléctricas asociadas con este sistema aumentaron y se organizaron mejor el 12 de septiembre, y sus vientos máximos sostenidos alcanzaron los 65 km/h (40 mph), según lo confirmado por un vuelo de caza de huracanes de la Fuerza Aérea esa mañana. Como resultado, se iniciaron avisos a las 15:00 UTC de ese mismo día sobre la tormenta tropical Nicholas ubicado en ese momento en la Bahía de Campeche.
Después de formarse, se descubrió que la tormenta no estaba muy organizada, ya que carecía de características de bandas convectivas. El centro tampoco estaba bien definido. Después de imágenes satelitales de radar y aviones, se encontró que el centro se había vuelto a formar 150 millas náuticas más al norte de lo esperado y la tormenta había ganado velocidad. La tormenta entró en la parte sur de una gran área de convección profunda, ya que los signos de la formación de una estructura de la pared del ojo comenzaban a hacerse prominentes. La estructura de la pared del ojo se disipó y un nuevo centro comenzó a reformarse al norte-noreste del anterior. La tormenta luego pasó por un período de rápida intensificación, el quinto huracán de la temporada en hacerlo, intensificándose en 55 km/h (35 mph) en un período de 24 horas. En consecuencia, a las 03:00 UTC del 14 de septiembre, el sistema se actualizó a un huracán de categoría 1 con vientos de 120 km/h (75 mph) y una presión central mínima de 988 mbar, alcanzando en este punto su máxima intensidad. Poco después, a las 05:30 UTC, Nicholas tocó tierra a unas 10 millas (15 km) al oeste-suroeste de Sargent Beach, Texas, con vientos máximos sostenidos de 120 km/h (75 mph) y una presión de 991 mbar. Luego se debilitó rápidamente tierra adentro a la fuerza de una tormenta tropical, mientras se movía cerca de la Bahía de Galveston. Nicholas fue degradado a depresión tropical a las 00:00 UTC del 15 de septiembre, a medida que avanzaba lentamente hacia el sur de Louisiana, donde los residentes aún se estaban recuperando después del Huracán Ida. En ese momento, el sistema estaba compuesto por un gran remolino de nubes y chubascos de nivel bajo a medio, con algunos parches de convección profunda bien alejados del centro, según el NHC. Temprano al día siguiente, mientras estaba estacionario cerca de la March Island, a lo largo de la costa de Luisiana, Nicholas se convirtió en postropical..

## Preparaciones

La onda tropical que se convertiría en Nicholas poco antes de formarse el 12 de septiembre.

Cuando se formó la tormenta tropical Nicholas, se emitieron advertencias de tormenta tropical a lo largo de la costa desde Barra El Mezquital y al norte hasta Port Aransas, Texas. Además, se solicitaron alertas de tormenta tropical desde Port Aransas, Texas hasta High Island, Texas. A medida que Nicholas se acercaba a tocar tierra, se emitieron alertas de tormenta tropical para toda la costa de Texas. La primera advertencia de huracán se emitió desde Port O'Connor hasta Freeport, Texas a las 03:00 UTC cuando la tormenta se actualizó a un huracán de categoría 1.
Los totales estimados de lluvia fueron de 8 a 16 pulgadas, y algunos lugares podrían recibir 15 pulgadas. Se estima que la costa de Louisiana, que fue golpeada por el huracán Ida solo unas semanas antes, recibió de 5 a 10 pulgadas. El lago Houston se redujo en un pie. Las escuelas en el sur de Texas fueron suspendidas el 13 de septiembre. Al menos 330 vuelos provenientes del Aeropuerto William P. Hobby y del Aeropuerto Intercontinental George Bush fueron cancelados. En el Condado de Harri, se cerraron los sitios de prueba de COVID-19. A última hora del 13 de septiembre, servicio de ferry entre Galveston y la Península de Bolívar fueron suspendidos. El servicio se reanudó al día siguiente.
El gobernador de Louisiana, John Bel Edwards, declaró el estado de emergencia y señaló que las áreas afectadas por el huracán Ida posiblemente sentirían los efectos de la tormenta tropical. Edwards también solicitó una declaración de desastre federal, que fue aprobada por el presidente Joe Biden el 14 de septiembre. El gobernador de Texas, Greg Abbott, emitió una declaración de desastre para 17 condados en el sureste de Texas y ordenó las operaciones estatales. Centro para aumentar su nivel de preparación. La Guardia Nacional de Luisiana desplegó 80 vehículos de aguas altas, 23 barcos y 15 aviones en todo el sur de Luisiana.

## Impacto

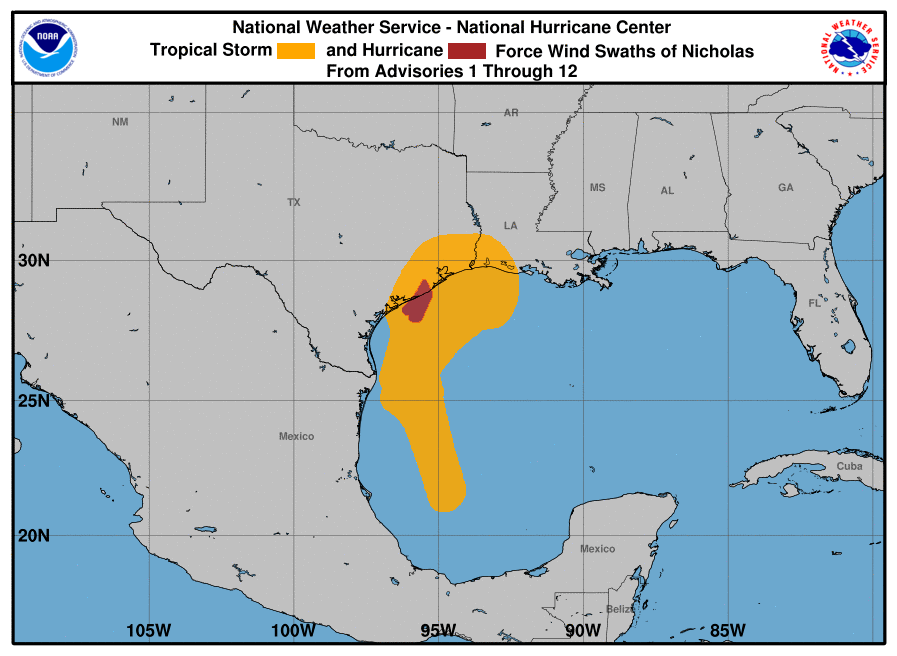
Mapa que muestra los vientos de Nicholas con fuerza de tormenta tropical en naranja y los de huracán en rojo

### Texas
La tormenta dejó al menos 503.000 sin electricidad en Texas, principalmente en el área de Houston. Se estima que el 33% de los residentes del condado de Galveston estaban sin electricidad. Partes del distrito histórico de Strand en Galveston quedaron bajo el agua. El Colonial Pipeline cerró dos oleoductos de Texas a Carolina del Norte debido a cortes de energía. Este cierre ocurrió solo dos semanas después de que se cerraran los mismos oleoductos debido al Huracán Ida.
Los totales de lluvia alcanzaron las 14 pulgadas cerca de Galveston y Houston vio más de 6 pulgadas. Se informó que la marejada ciclónica en Port O'Connor fue de cerca de 4 pies. Una gasolinera perdió el techo en Matagorda. Varias carreteras se cerraron debido a inundaciones y escombros, incluida una sección de la I-10 y la Carretera estatal 225 de Texas. No se han reportado heridos ni muertes debido a la tormenta en Texas.

### Luisiana
La tormenta dejó al menos 120.000 sin electricidad en Luisiana. Alrededor de 87.000 residentes seguían sin electricidad debido al Huracán Ida cuando Nicholas tocó tierra. A primera hora de la mañana, las fuertes lluvias habían llegado a Nueva Orleans y se emitieron advertencias de inundación en el área de Nueva Orleans.